# Suma de los ángulos de un triángulo

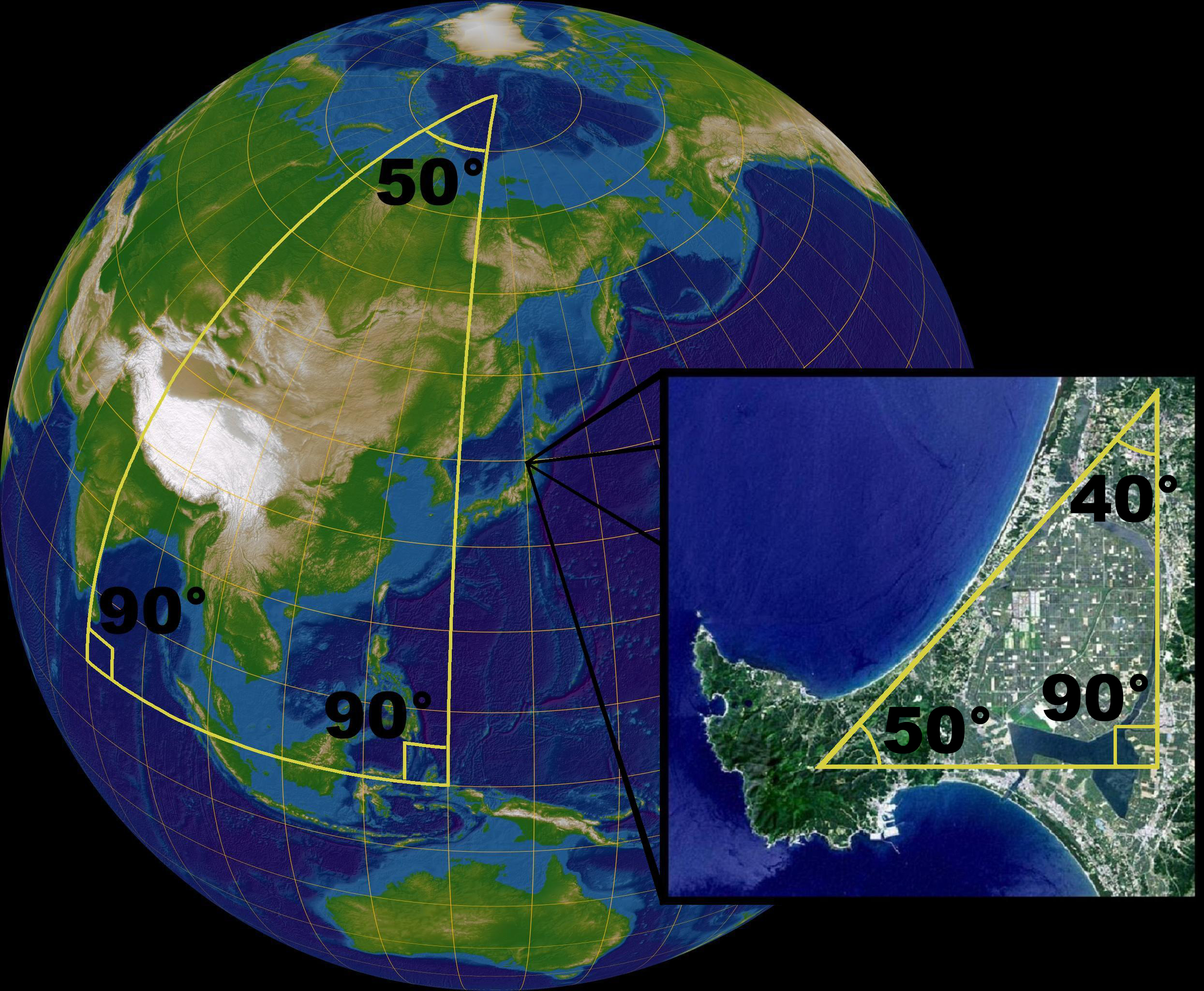
Dos meridianos son "rectas" (en geometría esférica) perpendiculares al ecuador. En este caso puede existir un triángulo cuyos ángulos midan 90°, 50° y 90°, respectivamente. En la geometría euclídea (ver cuadro), esto no es posible, pues si un triángulo tiene un ángulo de 90° y un ángulo de 50°, el tercer ángulo debe medir 40°, y esta ya no es la configuración buscada.

En geometría euclidiana, la suma de los ángulos de un triángulo es igual al ángulo llano, que mide 180 grados o π radianes. Este resultado fue demostrado por primera vez por Euclides, en sus Elementos .
Es equivalente a su quinto postulado, el axioma de las paralelas:
Por un punto dado se puede trazar una y sólo una paralela a una recta dada.
Pero es posible construir, con el mismo rigor, otras geometrías, llamadas geometrías no euclidianas, que no respetan este axioma. La suma de los ángulos de un triángulo ya no es constante ni 180°, porque para esto se necesita la validez del quinto postulado, pero permite clasificar estas geometrías, conservando el valor de 180° su importancia: las geometrías para las que la suma de los ángulos de un triángulo es menor que 180° se llaman hiperbólicas; aquellas para las que es mayor que 180° se llaman elípticas (por ejemplo, la geometría esférica utilizada para modelar la geometría en la superficie de planetas como la Tierra).

## En la geometría euclidiana
En la geometría euclidiana (la geometría que a menudo se considera la "habitual"), la suma de los ángulos de cualquier triángulo es igual a 180°. Así, la suma de los ángulos es una invariante de los triángulos, lo que permite resolver muchos problemas elementales de resolución de un triángulo.

### Teorema
Veamos ahora cómo se demuestra esta afirmación en geometría euclidiana. Cuando se habla de la suma de los ángulos de un triángulo, se suelen considerar las medidas de los ángulos geométricos, escribiéndose la proposición de forma más rigurosa (pero también más pesada):
| La suma de las medidas de los ángulos geométricos de un triángulo es igual a la medida de un ángulo llano. Euclides |

### Demostración

Figura que ilustra la demostración, por A. Amiot.

La demostración clásica de Euclides se basa en trazar la recta paralela a un lado del triángulo y que pasa por el vértice que no pertenece a ese lado. Para esto es necesario en el axioma de las paralelas. A lo largo de los siglos se han propuesto diferentes formulaciones. Aquí está la de A. Amiot del año 1870. En lugar de obtener un ángulo llano constante para la suma de los ángulos, habla, siguiendo al propio Euclides, de «dos ángulos rectos» .
| Demostración clásica, escrita por A. Amiot Sea el triángulo {\displaystyle ABC}; prolongamos el lado {\displaystyle AB} y construimos por el vértice {\displaystyle B} la recta {\displaystyle BE} paralela al lado opuesto {\displaystyle AC}. Los ángulos {\displaystyle ACB,CBE} son iguales por ser alternos-internos respecto a las paralelas {\displaystyle AC,BE} y a la secante {\displaystyle BC}; los ángulos {\displaystyle CAB,EBD} son también iguales por ser correspondientes par respecto a las mismas paralelas y a la secante {\displaystyle AB}. Por tanto, la suma de los tres ángulos {\displaystyle ABC,ACB,CAB} del triángulo es igual a la suma de los tres ángulos adyacentes {\displaystyle ABC,CBE,EBD} construidos sobre la recta {\displaystyle AD}, que es igual a dos ángulos rectos. {\displaystyle \quad \square } |

Esta propiedad es un resultado de la geometría euclidiana. No se verifica en general en geometría no euclidiana, pues depende de la validez del quinto postulado de Euclides.

### Tres puntos alineados
La prueba anterior es válida para un triángulo verdadero, definido por tres puntos no alineados. Pero la propiedad también es válida para un triángulo degenerado que consta de tres puntos distintos alineados: si tres puntos {\displaystyle A,B} y {\displaystyle C} están alineados en este orden, los ángulos del triángulo en {\displaystyle A} y {\displaystyle C} son cero y el ángulo en {\displaystyle B} es llano, y la suma de los tres también es un ángulo llano.

### Ángulos agudos y obtusos

Triángulo con un ángulo obtuso. Entonces, los otros dos ángulos deben ser agudos.

Como la medida de un ángulo geométrico es un número positivo, una primera consecuencia del teorema de la suma de los ángulos es que un triángulo no puede tener más de un ángulo obtuso (es decir, un ángulo de medida mayor a 90°). En efecto, si un triángulo tuviera dos ángulos obtusos, la suma de las medidas de estos dos ángulos y el tercer ángulo sería mayor que 180°.

### Triángulos particulares
Un triángulo equilátero es un triángulo cuyos tres ángulos tienen la misma medida. Denotando por {\displaystyle \alpha } medida y usando la suma de los ángulos de un triángulo, obtenemos que:
{\displaystyle 3\alpha =180^{\circ }\Rightarrow \alpha =60^{\circ }}

De lo que resulta el siguiente teorema:
| Teorema (triángulo equilátero) Los ángulos de un triángulo equilátero miden 60° (o {\displaystyle {\frac {\pi }{3}}} radianes). |

Un triángulo rectángulo isósceles (medio cuadrado) tiene un ángulo recto (de medida igual a 90°) y dos ángulos iguales. Al considerar la suma de los ángulos del triángulo, resulta que la suma de los dos ángulos distintos al recto es igual a {\displaystyle 180^{\circ }-90^{\circ }=90^{\circ }} . Como son iguales, estos dos ángulos miden cada uno 45°. Entonces, tenemos el siguiente teorema:
| Teorema (triángulo rectángulo isósceles) Los ángulos de un triángulo rectángulo isósceles miden 90°, 45° y 45°. |

### Triángulos semejantes

Dos triángulos semejantes.

Se dice que dos triángulos son semejantes cuando tienen “la misma forma”, es decir cuando cada ángulo de uno es igual a un ángulo del otro. Esta definición parece indicar que, para demostrar que dos triángulos son semejantes, es necesario demostrar tres igualdades. Sin embargo, considerando la suma de los ángulos del triángulo, bastan dos: si dos ángulos {\displaystyle a} y {\displaystyle b} de un primer triángulo son iguales a dos ángulos de otro, estos triángulos son semejantes, porque los terceros ángulos de los dos triángulos tendrán una medida, en grados, igual a {\displaystyle 180-(a+b)}, siendo iguales en ambos. De donde la propiedad:
| Teorema (triángulos semejantes) Si dos ángulos de un triángulo son iguales a dos ángulos de otro triángulo, entonces estos dos triángulos son semejantes. |

### Consecuencia para los polígonos

Las 14 formas de descomponer un hexágono convexo en 4 triángulos.

Cualquier polígono simple (es decir, cuyos bordes no se cruzan) de {\displaystyle n} lados se puede descomponer en n –2 triángulos interiores, cuya suma de ángulos es igual a la suma de los ángulos interiores del polígono. Esta es una de las formas de demostrar que la suma de los ángulos interiores de un polígono simple de {\displaystyle n} lados siempre es igual a {\displaystyle (n-2)\cdot 180^{\circ }}.
En particular, esta propiedad asegura que la suma de los ángulos de un cuadrilátero simple es siempre igual a 360°. Si un cuadrilátero simple tiene tres ángulos rectos, entonces su cuarto ángulo también es recto. El hecho de que la suma de los ángulos de un triángulo sea igual a dos ángulos rectos lleva, por tanto, a la existencia de rectángulos en la geometría euclidiana.

## Relación con el axioma de las paralelas
La propiedad de geometría euclidiana debería leerse como sigue: la suma de los ángulos de cualquier triángulo es igual a dos ángulos rectos. Se demuestra como ya hemos visto, utilizando el postulado de las paralelas, también llamado quinto postulado de Euclides, que dice:
| Axioma de las paralelas Por un punto dado pasa una y sólo una recta paralela a otra recta dada. |

Si eliminamos este axioma de la geometría euclidiana, obtenemos el siguiente resultado recíproco, debido a Adrien-Marie Legendre :
| Teorema de Legendre Si existe un triángulo la suma de cuyos ángulos sea igual a dos ángulos rectos, entonces esta suma es la misma para todos los triángulos, y el quinto postulado de Euclides es cierto. |

En otras palabras, es posible sustituir el quinto postulado de Euclides por otro axioma: hay un triángulo cuya suma de ángulos es igual a dos ángulos rectos . Entonces el axioma de las paralelas se convierte en un teorema demostrable. Esta permutación no cambia los demás resultados de la geometría euclidiana.

## En geometría esférica

Tres puntos de una esfera definen ocho triángulos esféricos.

Obtenemos una geometría coherente manteniendo todos los axiomas de la geometría euclidiana, excepto el axioma de las paralelas que se convierte en:
| Axioma de las paralelas en geometría esférica Dados una recta y un punto exterior a esa recta, no existe ninguna recta paralela a esa recta que pase por ese punto. |

En otras palabras, dos rectas son o coincidentes o secantes.
La geometría esférica corresponde a estos axiomas. Está representada clásicamente por la geometría de una esfera en la geometría euclidiana, correspondiendo esta esfera al plano esférico. Las líneas rectas (en geometría esférica) son entonces los máximos círculos de la esfera, es decir, las intersecciones de la esfera con planos (en el sentido euclidiano) que pasan por el centro de la esfera. Un ángulo entre dos rectas esféricas es igual al ángulo formado por los dos planos euclidianos que definen estas rectas.

Los resultados difieren entonces de la geometría euclidiana, en particular, la suma de los ángulos de un triángulo esférico ya no es constante, pero la medida de un ángulo llano (π radianes o 180°) juega un papel importante:
| Suma de los ángulos de un triángulo en geometría esférica La suma de los ángulos de un triángulo es siempre superior a un ángulo llano. |

La suma de los ángulos de un triángulo esférico puede variar entre 180 y 540° (entre π y 3π radianes). La diferencia entre la suma de los ángulos de un triángulo y la medida de un ángulo llano es proporcional al área S del triángulo. O bien, con ángulos expresados en radianes:
{\displaystyle S=({\hat {A}}+{\hat {B}}+{\hat {C}}-\pi )R^{2}}
si la esfera tiene radio R, y el espacio euclidiano en el que está inmersa está dotado de la distancia habitual.
Un triángulo esférico puede tener dos o tres ángulos rectos.
La fórmula del área muestra que para un triángulo cuya área es muy cercana a cero, la suma de los ángulos es muy cercana al ángulo llano. Los resultados de la geometría euclidiana dan buenas aproximaciones para los de la geometría esférica. En la práctica, la geometría esférica se utiliza para el estudio de planetas como la Tierra, especialmente para la navegación. Pero, para mediciones o razonamientos en porciones "pequeñas" del planeta (como en un jardín o una pequeña ciudad), la geometría euclidiana da resultados satisfactorios.

## Historia

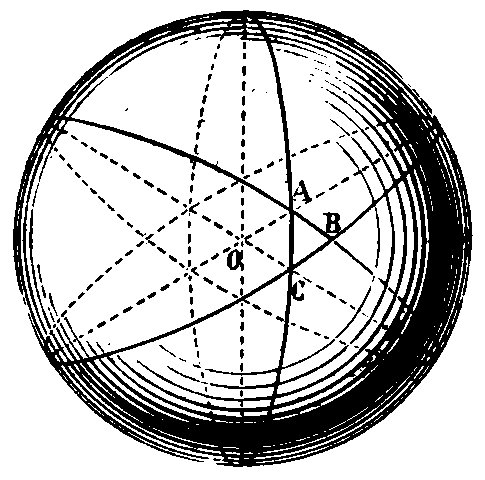
“Triángulo esférico”. Ilustración del libro Astronomía popular de François Arago (1854).

El resultado que da la suma de los ángulos de un triángulo (implícito, en la geometría euclidiana) es conocido por los antiguos griegos. Según las fuentes, fue descubierto por Tales de Mileto (alrededor del 625 - alrededor del 550 a. C.) o Pitágoras (alrededor de 580 - 495). Según Proclo, también se dice que Pitágoras o sus seguidores escribieron una prueba de ello. En la época de Aristóteles (siglo IV a. C.), se conocen dos demostraciones. Es el tema de la proposición 32 del Libro I de los Elementos de Euclides (alrededor del 300 a. C.), que da una demostración cercana a la conocida por Aristóteles.

### Artículos relacionados
- Trigonométrie sphérique

- Datos: Q7840113